# Sport motocyklowy
Sport motocyklowy – grupa dyscyplin sportowych, obejmująca: wyścigi drogowe, rajdy motocyklowe, motocross, torowe wyścigi motocyklowe, do których należą: sport żużlowy, wyścigi na lodzie, na trawie, na torach długich (około 1000 metrów), Gymkhana motocyklowa. 

## Charakterystyka
Wyścigi drogowe polegają na przejechaniu w jak najkrótszym czasie określonej liczby okrążeń trasy (szosy, ulice miast, specjalne tory); rajdy motocyklowe dzielą się na obserwowane (tzw. trial motocyklowy) - podstawowym kryterium punktacji jest styl jazdy w trudnym terenie (im mniej podpórek nogą, tym większa punktacja)oraz rajdy szosowo-terenowe tzw. enduro (przebycie trasy w wyznaczonym czasie i specjalne próby sportowe). Motocykle w dyscyplinach sportu motocyklowego są specjalnie przystosowane do wymogów poszczególnych konkurencji;zawody są rozgrywane w klasach według pojemności skokowej silnika (z wyjątkiem trialu motocyklowego); oprócz zawodów wyczynowych odbywają się także tzw. zawody popularne (organizowane głównie dla młodzieży), w których zawodnicy mogą startować na dowolnych motocyklach. Pierwszy wyścig motocyklowy (z udziałem samochodów) odbył się 1894 na trasie Paryż-Rouen (126 kilometrów);do najstarszych zawodów motocyklowych należą; Tourist Trophy rozgrywany od 1907 na brytyjskiej wyspie Man, od 1913 International Six Days Enduro, od 1981 uznawany za drużynowe, rajdowe mistrzostwa świata (sześciodniówka motocyklowa); 1904 została założona Międzynarodowa Federacja Motocyklowa (początkowo pod nazwą Międzynarodowa Federacja Klubów Motocyklowych, obecna nazwa od 1949). W Polsce pierwszy wyścig motocyklowy był rozegrany 1903 na szosie Radzymin-Zegrze-Struga; 1926 powstał Polski Związek Motocyklowy (połączony 1950 z Automobilklubem Polski w Polski Związek Motorowy; od 1937 odbywał się Rajd Tatrzański (1947–1983 Międzynarodowy Rajd Tatrzański), od 1931 roku organizowano międzynarodowy wyścig Tourist Trophy Polski, największy wyścig w kraju i jeden z najtrudniejszych wyścigów w Europie.